# Station Bjerringbro
Station Bjerrinbro is een station in Bjerringbro in de Deense gemeente Viborg. Het station ligt aan de lijn Langå - Struer. Het stationsgebouw uit 1863 is nog aanwezig.
Bjerringbro wordt voornamelijk bediend door de treinen van Arriva op de lijn Aarhus - Struer. Een paar keer per dag stopt de doorgaande trein van DSB van Struer naar Kopenhagen op het station.